# دغاغا (سقز)
قرية دغاغا (بالكردية: دەگاگا) هي إحدى القرى التابعة لـتشل تشمه الغربي في ريف قسم سرشيو من مقاطعة سقز، في محافظة كردستان الإيرانية.

## السكان
حسب إحصاءات سنة 2006، بلغ إجمالي السكان في دغاغا 366 نسمة وعدد المساكن 61 مسكن. لغة سكان دغاغا هي اللغة الكردية و هم من أهل السنة والجماعة والمذهب الشافعي.